# Nissan Quest
Der Nissan Quest ist ein Van, der zwischen 1992 und 2017 vom Automobilhersteller Nissan produziert wurde. Die ersten beiden Generationen des Quest entstanden durch ein Joint Venture mit der Ford Motor Company, die eine eigene Variante als Mercury Villager vermarktete. Im Jahr 2002 endete die gemeinschaftliche Produktion mit Ford. Als Nachfolger brachte Ford den Mercury Monterey auf den Markt, wohingegen Nissan den Quest ab 2003 in Eigenregie herstellte.

## Erste Generation (V40, 1992–1998)
Die erste Generation des Quest diente in Nordamerika als Nachfolger des Axxess M11 – in Deutschland als Prairie bekannt –, der in den USA nur 1990 und in Kanada von 1990 bis 1995 verkauft wurde. Er ersetzte auch den Vanette C22, dessen Verkauf in Nordamerika ebenfalls 1990 eingestellt wurde. Aufgrund von Problemen bei der Produktion traf Nissan eine Vereinbarung mit Ford, den Quest in deren Werk in Avon Lake, Ohio zu fertigen. Im Gegenzug wurde es dem US-Konzern erlaubt, den Van unter eigener Marke als Mercury Villager zu verkaufen. Beide Fahrzeuge debütierten 1992 auf der North American International Auto Show in Detroit. Der Quest unterscheidet sich vom Villager nur durch optische Details wie einen anderen Grill sowie unterschiedlich designte Stoßstangen als auch Rückleuchten.
Als Ausstattungsvarianten standen für den Quest die Modelle XE und GXE zur Auswahl. Viele der Innenraumteile wurden von Ford übernommen und finden sich auch im Ford Aerostar. Dazu zählen beispielsweise das Radio, die Schalter für die elektrischen Fensterheber oder das Bedienteil für die Lüftung. Der Quest bot sieben Sitzplätze und eine ausbaubare zweite Sitzreihe. Die dreisitzige dritte Sitzreihe konnte daraufhin für mehr Stauraum im Ganzen nach vorne geschoben und auch zusammengeklappt werden. Ein Fahrerairbag wurde zum Modelljahr 1994 eingeführt und mit der Modellpflege 1995 durch einen Beifahrerairbag ergänzt. Dabei wurden auch Änderungen am Exterieur und der Ausstattung durchgeführt.
Sowohl der Quest als auch der Villager erhielten einen V6-Benzinmotor mit 3,0 Litern Hubraum, der aus der Motorenpalette von Nissan stammte und eine Leistung von 113 kW (154 PS) sowie ein maximales Drehmoment von 247 Nm entfaltete. Bevor Ford dem Einsatz dieses Motors in den beiden Modellen zustimmte, wurden allerdings einige Änderungen verlangt. So wurde das Triebwerk als Freilaufmotor umkonstruiert, um mechanischen Schäden bei einem Riss des Zahnriemens vorzubeugen. Darüber hinaus wurde ein Motoröl-Füllstandssensor verbaut und der Ölfilter neu positioniert, um diesen zugänglicher zu machen. Der VG30E genannte SOHC-Motor erhielt ein Viergang-Automatikgetriebe, das ebenfalls von Nissan entwickelt wurde. Die ersten Ausführungen dieses Motors scheinen einen Konstruktionsfehler der Kurbelwelle aufzuweisen, da diese brechen kann. Im Jahr 1995 wurde deren Durchmesser daher von 25 auf 27 mm erhöht.

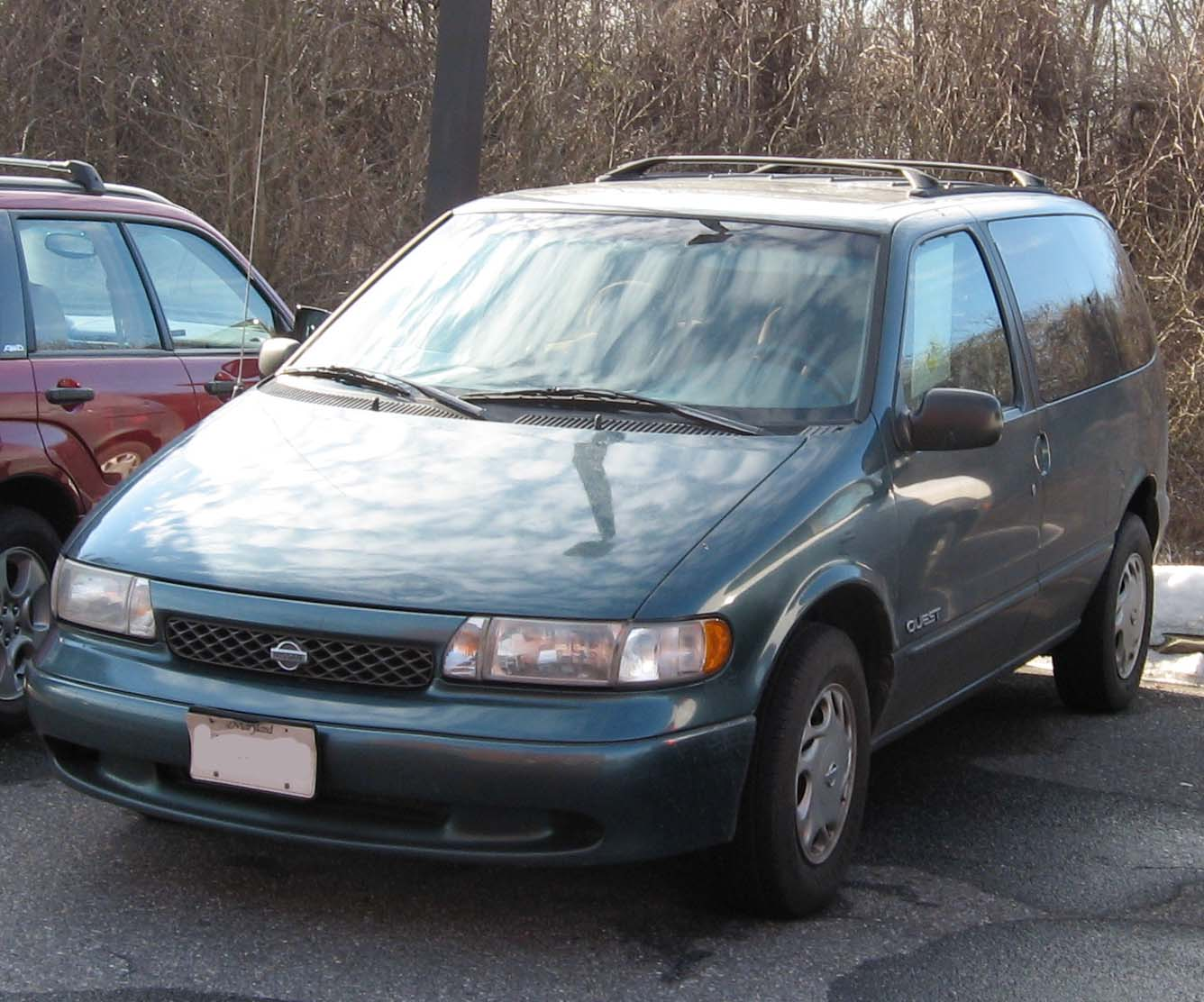
Nissan Quest (1995–1998)

## Zweite Generation (V41, 1998–2002)
Im Jahr 1998 wurde die zweite Generation des Quest auf den Markt gebracht. Die Karosserie war jetzt aerodynamischer geformt und wurde durch eine zweite Schiebetür auf der Fahrerseite ergänzt.
Die aus dem Vorgänger bekannte Variante XE wurde gestrichen und das Modell GXE als neue Basisausstattung angeboten. Ergänzt wurde diese durch die sportliche Version SE und das Topmodell GLE. Eine Modellpflege erfolgte im Jahr 2000 zum Modelljahr 2001, bei der der Quest optisch aufgefrischt wurde und alle Modelle neue Leichtmetallfelgen erhielten. Das Basismodell verfügte nun zusätzlich über einen Stabilisator an der Hinterachse, und das Fahrwerk der sportlichen Variante wurde ebenfalls verbessert. Der Innenraum wurde mit neuen Instrumenten und Sitzbezügen überarbeitet, und optional beziehungsweise serienmäßig waren nun ein stärkeres Soundsystem, ein CD-Wechsler und Unterhaltungssysteme erhältlich. Die vorderen Sicherheitsgurte wurden außerdem mit Gurtstraffern ergänzt. Mit der Modellpflege nahm auch die Länge des Quest leicht zu, was dem Ladevolumen zugutekam.

Als Antrieb kam ein SOHC-V6-Motor mit 3,3 Liter Hubraum und einer Leistung von 128 kW (174 PS) sowie 270 Nm Drehmoment zum Einsatz. Dieses Triebwerk wurde von Nissan entwickelt und VG33E benannt.

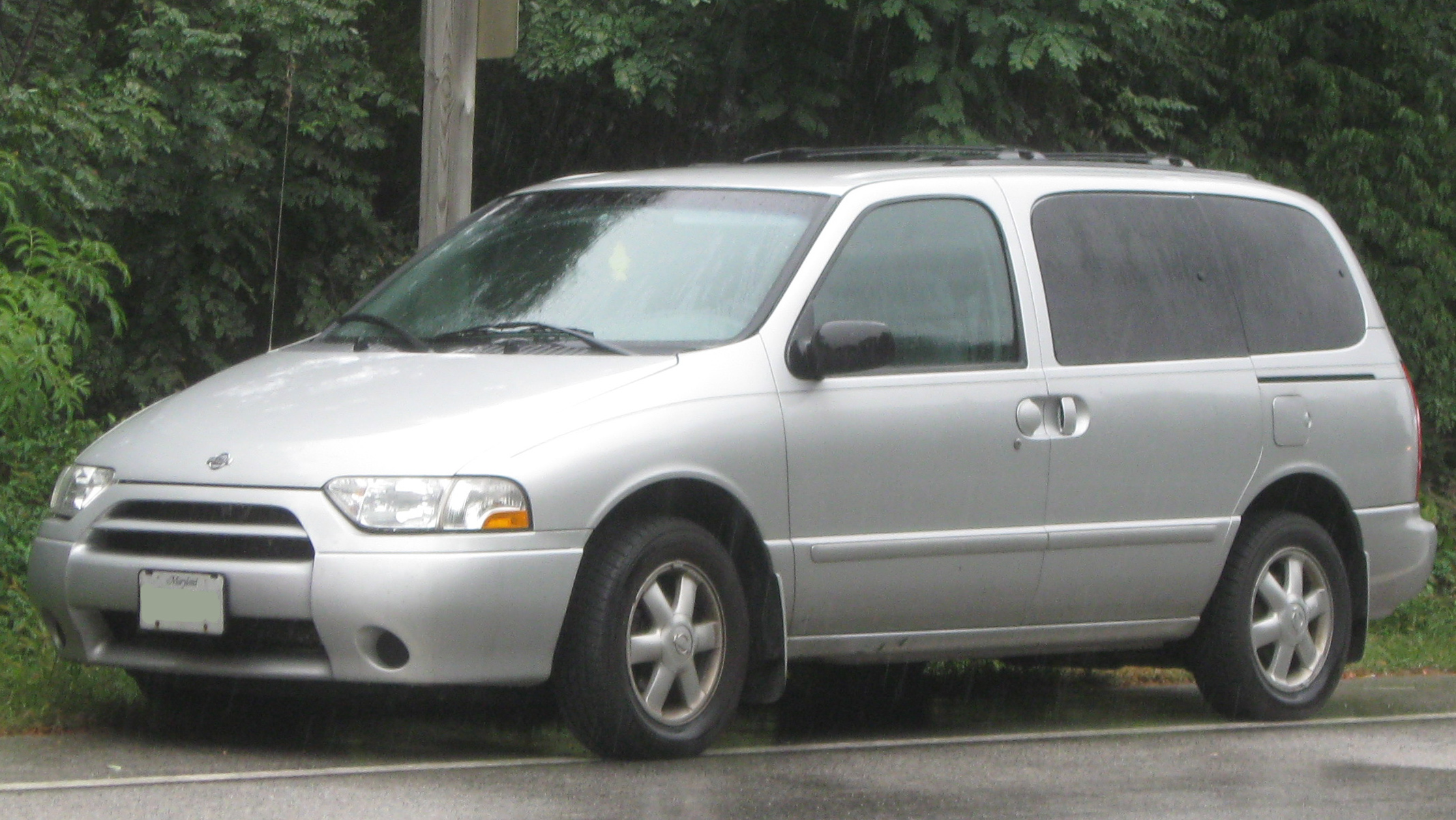
Facelift (2000–2002)
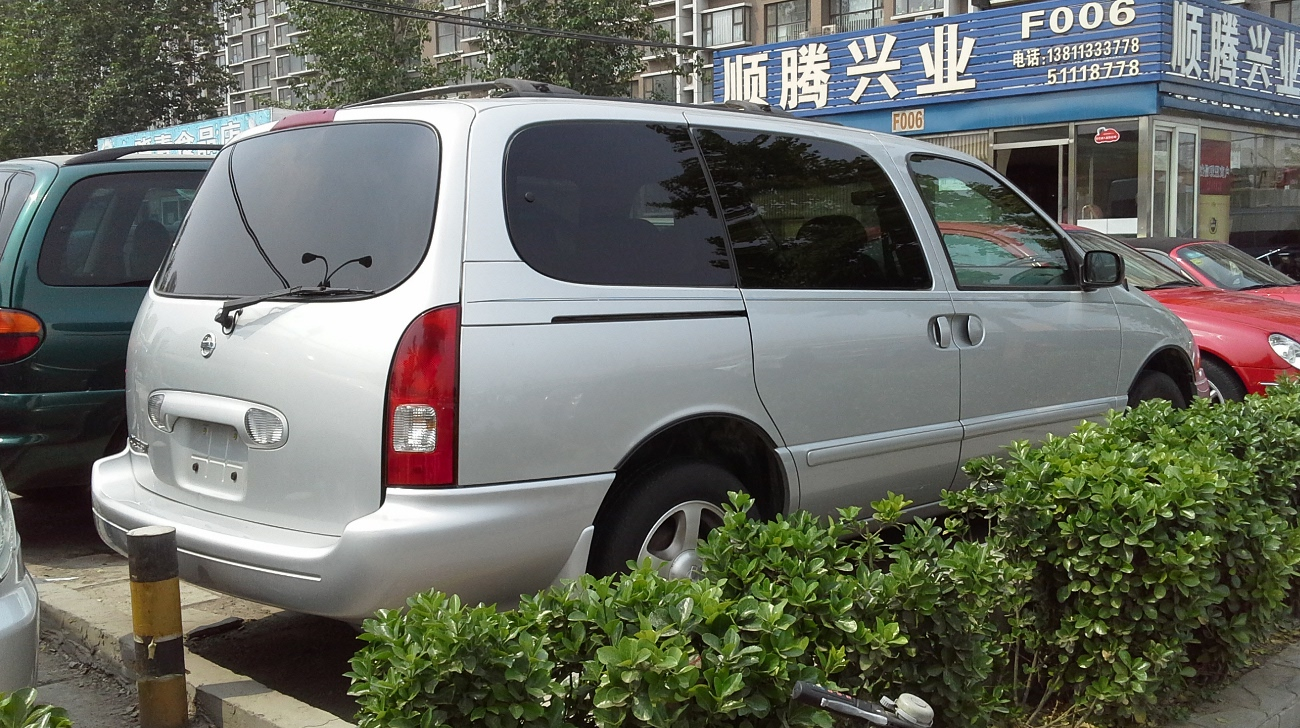
Heckansicht

## Dritte Generation (V42, 2003–2009)
Nach der Produktionseinstellung des Mercury Villager im Jahr 2002 entwickelte Nissan einen eigenständigen Van, der 2003 auf den Markt kam. Die dritte Generation des Quest basiert auf der FF-L Plattform, die auch vom damaligen Altima und Maxima genutzt wurde. Produziert wurde der Quest im neu eröffneten Nissan-Werk in Canton im US-Bundesstaat Mississippi.
Das Innenraumkonzept zeichnet sich durch die hintere Sitzbank aus, die zusammengeklappt eine ebene Ladefläche ergibt. Die mittleren zwei Sitze lassen sich nahezu eben zusammenklappen. Optionale beziehungsweise serienmäßige Ausstattungsdetails sind unter anderem ein Glasdach, zwei Flachbildschirme am Fahrzeughimmel, Seitenairbags vorne, Kopfairbags für alle Sitzreihen, ESP, Traktionskontrolle, elektrisch betriebene Schiebetüren und Heckklappe, Bose-Audiosystem, Zwei-Zonen-Klimaanlage und Einparkhilfe. Im Jahr 2007 erfolgte ein leichtes Facelift mit optischen Änderungen an der Front und im Innenraum.
Als Triebwerk dient der auch in vielen anderen Modellen verwendete V6-Motor VQ35DE mit 3,5 Litern Hubraum. Im Quest leistet dieser 179 kW (243 PS) und das maximale Drehmoment liegt bei 328 Nm.
Im Jahr 2010 wurde der Quest nicht angeboten, da laut Nissan die Produktionskapazität im Werk in Canton für die Fertigung des Lieferwagens Nissan NV benötigt wurde.

Die im Jahr 2004 gebauten Modelle des Quest litten an vielen Qualitätsproblemen. Die meisten waren bis zum Ende des Jahres von einem extra aus Japan gesandten Ingenieursteam behoben worden. Bereits verkaufte Fahrzeuge wurden im Rahmen von Rückrufaktionen von den Händlern nachgebessert. Auch von den Qualitätsproblemen im ersten Betriebsjahr des neuen Werkes betroffen waren der Nissan Titan sowie der Infiniti QX56, die dort zu dieser Zeit ebenfalls vom Band liefen.

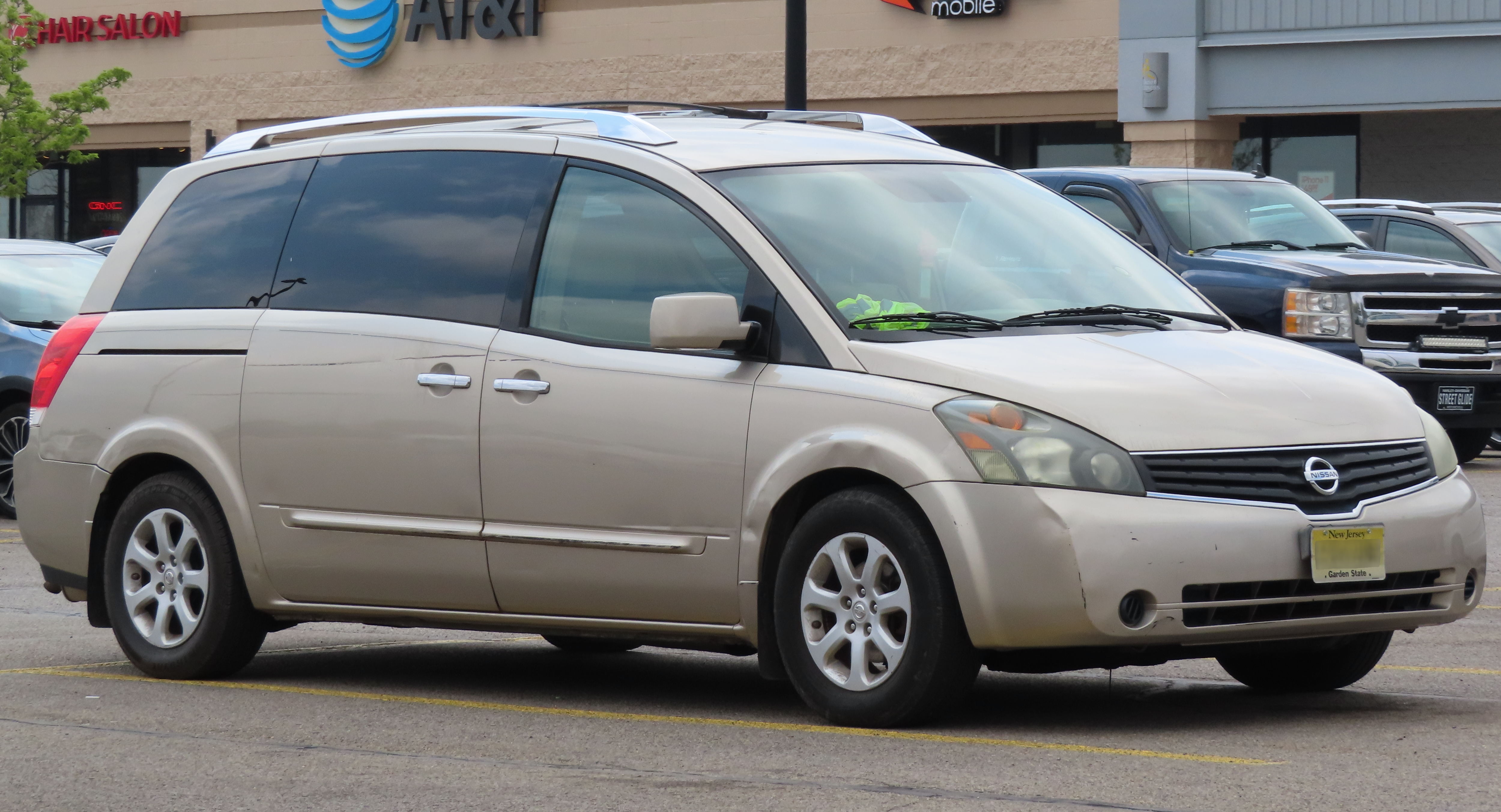
Facelift (2006–2009)
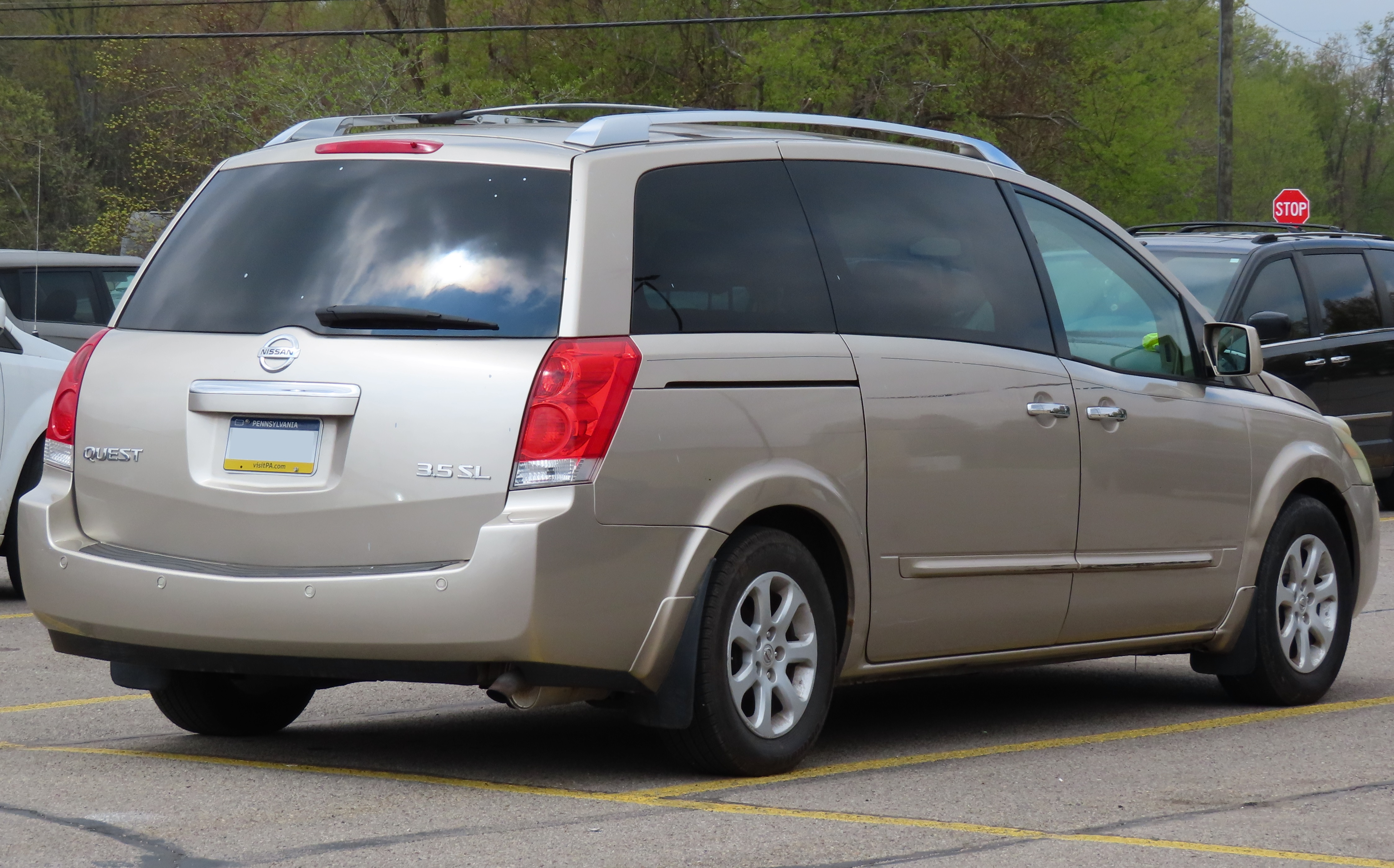
Heckansicht
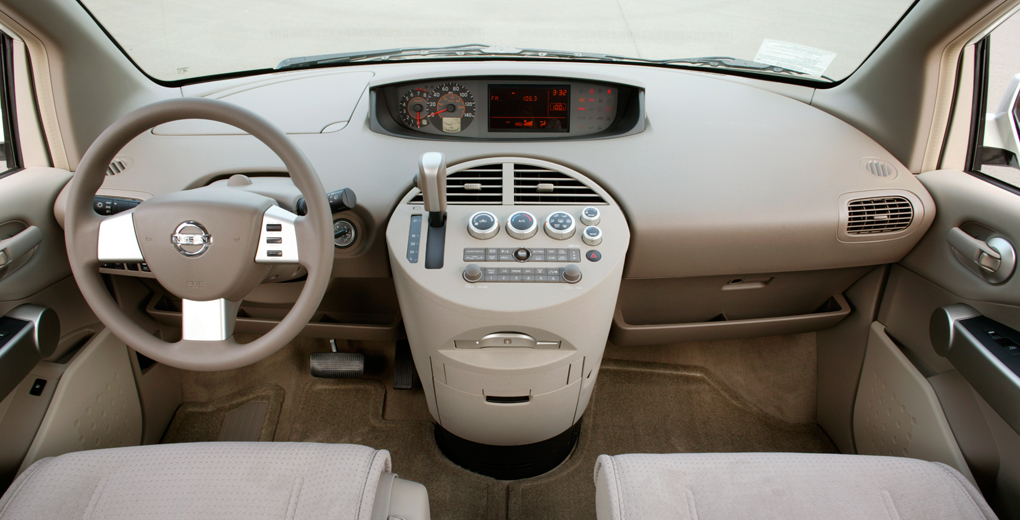
Innenraum

## Vierte Generation (RE52, 2010–2017)
Die letzte Generation des Quest wurde 2010 auf der LA Auto Show vorgestellt. Die Fertigung fand im japanischen Shōnan-Werk des Automobilherstellers Nissan Shatai statt. Dort läuft auch das auf derselben Plattform aufbauende Schwestermodell Nissan Elgrand vom Band. Als Triebwerk dient der aus dem Vorgänger bekannte 3,5-Liter-V6, der allerdings überarbeitet wurde und jetzt eine Leistung von 194 kW (264 PS) an die Vorderräder liefert. Der Quest wurde um einige Zentimeter breiter gestaltet als der für den asiatischen Markt bestimmte Elgrand. Der Verkauf des Quest begann in Nordamerika im Frühjahr 2011.

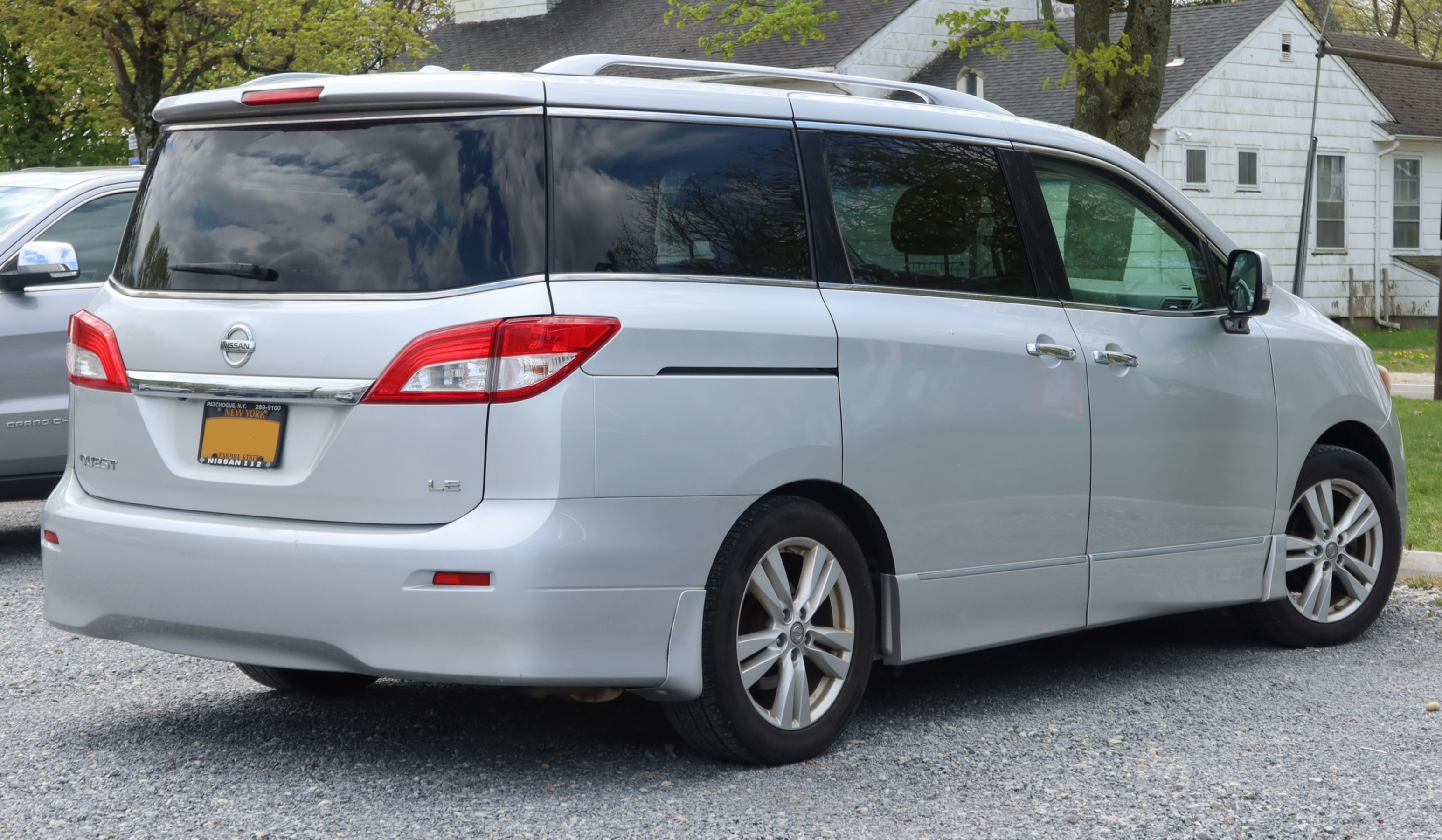
Heckansicht